# Meno Nicolaus Carstens
Meno Nicolaus Carstens (* 20. Juni 1701 in Lübeck; † 11. Mai 1757 ebenda) war ein deutscher evangelisch-lutherischer Geistlicher und Hauptpastor am Lübecker Dom.

## Leben
Meno Nicolaus Carstens war ein Sohn von Joachim Hinrich Carstens (1666–1733), Pastor an St. Aegidien in Lübeck. Nach dem Besuch des Katharineums zu Lübeck studierte er Evangelische Theologie an der Universität Wittenberg, wo er 1723 als Respondent unter dem Vorsitz von Gottlieb Wernsdorf der Ältere nachgewiesen ist.
1731 wurde er zum Prediger am Lübecker Dom berufen und 1752 Hauptpastor.
Er heiratete am 7. Oktober 1732 Catharina, geb. Tesdorpf. Von den Söhnen des Paares wurde Christian Nicolaus Carstens (1736–1819) Jurist in Lübeck, Johann Heinrich Carstens (1738–1829) Theologe und Senior in Lübeck und Peter Heinrich Carstens (1739–1814) Jurist und Amtsschreiber im Amt Bergedorf.
Johann Henrich von Seelen schrieb ihm eine Leichenschrift.

## Werke
- Dissertatio Theologica Qua Vitia Quaedam Clericis Temere Impacta. Wittenberg 1723

Digitalisat, Sächsische Landesbibliothek – Staats- und Universitätsbibliothek Dresden
- Georgii Heinrici Goetzii ... Commentationem liturg. de emendatione collectarum ecclesiasticarum olim necessaria. Lübeck: Green 1724

Digitalisat, Bayerische Staatsbibliothek
- Meditationum subsecivarum specimen. 7 Bände Lübeck 1743–1754
- Votiva Acclamatio Viro ... Domino Johanni Friderico Carstens Reipublicae Lubecensis Camerario Secundo Hectenus Meritissimo Consuli Vnanimi Patrum Conscriptorum Suffragio Electo Consecrata Vna Cum Chrono-Grammate Annum MDCCL Electionis Ad Consulatum Exprimente. Lübeck 1750